# Chlorophorus hefferni
Chlorophorus hefferni är en skalbaggsart som beskrevs av Dauber 2002. Chlorophorus hefferni ingår i släktet Chlorophorus och familjen långhorningar. Inga underarter finns listade i Catalogue of Life.